# Kapitationsskatt
Kapitationsskatt (även kapitation, huvudskatt eller koppskatt), en skatt som utgår med en summa per person, lika för alla utan hänsyn till förmögenhet eller inkomst, men eventuellt med undantag för personer under en viss ålder. Skatten har fått sitt namn efter att den utgör en bestämd summa "per huvud" (latin: caput, tyska: Kopf). Skatten är enkel att beräkna, men tar inte hänsyn till den enskildes ekonomiska situation och skatteförmåga. Kapitationsskatt är idag sällsynt.
Under det romerska kejsardömet baserades skatteuppbäringen i provinserna på främst kapitationsskatt samt en avgift motsvarande dagens fastighetsskatt. Fram till 1939 uttogs huvudskatt i Sverige i form av s.k. mantalspenningar.